# Quinton Byfield
Quinton Byfield (né le 19 août 2002 à Newmarket, en Ontario au Canada) est un joueur canadien de hockey sur glace. Il évolue à la position de centre.

## Biographie

### En club
Byfield a été le premier choix au total du repêchage 2018 de la Ligue de hockey de l'Ontario  (LHO). Il a remporté à la fois le titre de recrue de l'année de la Ligue Canadienne de Hockey (LCH) et de la LHO, aussi nommé Trophée de la famille Emms.
Il est repêché 2e choix au total au repêchage d'entrée dans la LNH en 2020 par les Kings de Los Angeles, ce qui fait de lui le noir repêché le plus haut dans la LNH.

## Statistiques

### En club
| Saison     | Équipe               | Ligue      |     | Saison régulière | Saison régulière | Saison régulière | Saison régulière | Saison régulière |   | Séries éliminatoires | Séries éliminatoires | Séries éliminatoires | Séries éliminatoires | Séries éliminatoires |
| Saison     | Équipe               | Ligue      | PJ  | B                | A                | Pts              | Pun              | PJ               | B | A                    | Pts                  | Pun                  |                      |                      |
| 2018-2019  | Wolves de Sudbury    | LHO        | 64  | 29               | 32               | 61               | 38               | 8                | 3 | 5                    | 8                    | 16                   |                      |                      |
| 2019-2020  | Wolves de Sudbury    | LHO        | 45  | 32               | 50               | 82               | 44               | -                | - | -                    | -                    | -                    |                      |                      |
| 2020-2021  | Reign d'Ontario      | LAH        | 32  | 8                | 12               | 20               | 24               | -                | - | -                    | -                    | -                    |                      |                      |
| 2020-2021  | Kings de Los Angeles | LNH        | 6   | 0                | 1                | 1                | 2                | -                | - | -                    | -                    | -                    |                      |                      |
| 2021-2022  | Reign d'Ontario      | LAH        | 11  | 4                | 2                | 6                | 10               | -                | - | -                    | -                    | -                    |                      |                      |
| 2021-2022  | Kings de Los Angeles | LNH        | 40  | 5                | 5                | 10               | 20               | 2                | 0 | 0                    | 0                    | 4                    |                      |                      |
| 2022-2023  | Reign d'Ontario      | LAH        | 16  | 9                | 6                | 15               | 18               | -                | - | -                    | -                    | -                    |                      |                      |
| 2022-2023  | Kings de Los Angeles | LNH        | 53  | 3                | 19               | 22               | 30               | 6                | 1 | 3                    | 4                    | 2                    |                      |                      |
| 2023-2024  | Kings de Los Angeles | LNH        | 80  | 20               | 35               | 55               | 42               | 5                | 0 | 4                    | 4                    | 4                    |                      |                      |
| Totaux LNH | Totaux LNH           | Totaux LNH | 179 | 28               | 60               | 88               | 94               | 13               | 1 | 7                    | 8                    | 10                   |                      |                      |

### En équipe nationale
| Année | Compétition                                |   | PJ | B | A | Pts | Pun               |  | Résultat |
| 2018  | Défi mondial des moins de 17 ans de hockey | 5 | 2  | 1 | 3 | 12  | 5e place          |  |          |
| 2019  | Ivan Hlinka moins de 18 ans                | 5 | 3  | 2 | 5 | 4   | Médaille d'argent |  |          |
| 2020  | Championnat du monde junior                | 7 | 0  | 1 | 1 | 4   | Médaille d'or     |  |          |
| 2021  | Championnat du monde junior                | 7 | 2  | 5 | 7 | 4   | Médaille d'argent |  |          |

## Trophées et honneurs personnels

### Ligue de hockey de l'Ontario
- 2018-2019 : récipiendaire du trophée de la famille Emms

### Ligue canadienne de hockey
- 2018-2019 : nommé recrue de la saison de la Ligue canadienne de hockey